# Commersons delfin
Commersons delfin (Cephalorhynchus commersonii) är en av fyra delfiner i släktet Cephalorhynchus. På grund av sin teckning brukar den också kallas för skunkdelfin.
Commersons delfin finns i två områden:
- det ena är runt den södra spetsen på Sydamerika, Tierra del Fuego och Falklandsöarna.
- det andra är runt Kerguelen-öarna i en södra delen av Indiska oceanen.

Commersons delfin blir 1,2 till 1,5 meter lång och väger 35 till 65 kg. Den är mycket starkt färgad. Huvudet, stjärtfenan och ryggfenan är svarta medan halsen och resten av kroppen är vita. Den har en liten nos och påminner i kroppen om en tumlare. Men dess beteende är helt klart delfinens. Både honor och hanar blir könsmogna vid ungefär samma ålder, mellan 6 och 9 år. Parningssäsongen är någon gång på våren och tidig sommar och dräktigheten varar i 11 månader. Commersons delfiner blir inte så gamla, den äldsta individen man känner till dog vid 18 års ålder.
Commersons delfin är en mycket aktiv delfin som ofta ses hoppa, snurra och spinna. Den tycker också om att rida på bogvågorna efter båtar. Den föredrar grunda vatten där den jagar småfisk, bläckfisk och skaldjur.
Commersons delfin är på den röda listan som en hotad art. Eftersom den oftast håller till i grunda vatten, är den utsatt för fiskenät och båttrafik. Många delfiner blev dödade under 1970- och 1980-talen för att användas som krabbete.